# Гендерное равенство в Таджикистане
Таджикистан, после объявления независимости, как и другие бывшие советские республики, унаследовал идеологию, которая поддерживала гендерное равенство в Таджикистане для женщин и мужчин. Вместе с тем в начале переходного периода в обществе возродились традиционные патриархальные модели семейной и общественной жизни, так как страна отошла от своего советского прошлого. В 2005 г. в Республике Таджикистан был принят Закон РТ «О государственных гарантиях равных прав и возможностей мужчин и женщин». Одна из статей закона запрещает дискриминацию между мужчинами и женщинами и подчеркивает, что любое нарушение принципа гендерного равенства (например, государственная политика, действия, которые ставят мужчин и женщин в неравное положение на основе их пола), рассматривается как дискриминация. Закон обеспечивает равенство в вопросах участия в представительских органах, государственной службе, образовании, труде.

## История вопроса
В результате гражданской войны в Таджикистане произошли серьезные изменения в отношениях между мужчинами и женщинами, приводящие к ухудшению положения женщин в экономике, политике, культуре и семье. Это негативное влияние на женское население страны продолжается и оказывает серьезное тормозящее действие на социально-экономическое развитие Таджикистана в настоящее время. В своем поэтапном отчете о развитии, основанном на международных соглашениях, таких как Пекинская декларация и платформа действий (1995 г.) и Цели развития тысячелетия, а также Национальной программы по улучшению положения женщин, правительство Таджикистана признает наличие гендерной дискриминации в различных областях общественной жизни, включая политику, экономику, образование и семью.
В 1993 году Таджикистан ратифицировал «Конвенцию о ликвидации всех форм дискриминации в отношении женщин», сделав первый шаг на пути к гендерному равноправию. С тех пор в стране были приняты законы, программы и стратегии, направленные на повышение статуса женщин в обществе и устранение предрассудков и стереотипов, включая Закон РТ «О государственных гарантиях равных прав и возможностей мужчин и женщин», принятый в 2005 году. Он ввел понятия «гендер», «гендерная политика», «гендерное равенство» и «равные возможности» в законодательство Таджикистана.

## Статистика
Согласно данным ПРООН, в 2020 году Индекс гендерного развития в Таджикистане достиг значения 0,314, что соответствует 70 месту в мировом рейтинге. Глобальный индекс гендерного разрыва Всемирного экономического форума также оценивает индекс гендерного неравенства (ИГН) и представляет более сложный показатель, учитывающий расширение прав и возможностей женщин, а также их участие в экономике. Гендерный разрыв в Таджикистане составляет 0,626, что является самым большим среди стран Центральной Азии. Рейтинг Таджикистана в этом индексе ухудшился на 0,032 пункта с 2007 года. Наиболее существенные изменения произошли в области участия женщин в экономической деятельности и расширения экономических возможностей, что привело к увеличению гендерного разрыва на 0,214 пункта. В Таджикистане сохраняется практически полное равенство в плане уровня жизни и здоровья мужчин и женщин, однако наблюдается большое неравенство в области расширения политических прав и возможностей для женщин.

## Современное положение
Экономическое неравенство
Структура занятости в Таджикистане демонстрирует значительные гендерные различия. Например, в традиционных женских отраслях экономики, таких как сельское хозяйство, обрабатывающая промышленность и предприятие бытового обслуживания, все еще доминируют неквалифицированные работницы. Более того, женщинам платят менее, чем мужчинам, за выполнение той же работы. Высококвалифицированные специалисты женского пола в большинстве своем заняты в сферах образования и здравоохранения, где также низкие уровни заработной платы. Для женщин, находящихся в браке и находящихся в детородном возрасте, возможности трудоустройства еще более ограничены. В целолм, женщины в Таджикистане находятся в неравном положении на рынке труда, с низким уровнем занятости и высоким риском безработицы, что ведет к их экономической зависимости от мужчин.
Неравенство в сфере образования
В Таджикистане существует гендерное неравенство в образовании, так как мужское образование придается большее значение, чем женское. Согласно социальному опросу 2002 года, 57 % родителей считают, что воспитание мальчиков более важно из-за более высокой прибыльности вложения денег в их образование. Когда семьи имеют достаточные экономические ресурсы для образования детей, мальчики получают образование в первую очередь. В Таджикистане действует обязательное 9-летнее образование, в котором присутствует сбалансированное соотношение мужчин и женщин. Согласно статистическим данным, девочки составляют более 48 % от общего числа учащихся, однако девушки составляют всего 36,4 % студентов в высших учебных заведениях в 2019/2020 учебном году.
Семейное неравенство
Семейный статус женщин в Таджикистане низок из-за религиозных и традиционных социальных убеждений, придерживающихся преобладания мужского превосходства. Большинство женщин не могут самостоятельно выбирать своих партнеров в браке, поскольку браки зачастую оговариваются между родителями жениха и невесты. В Таджикистане распространены браки по договоренности и коммерческие браки. Женщины не могут разводиться и даже если их мужья их покидают, они вынуждены мириться со своей судьбой в молчании. Женщины не имеют права на принятие решений в семейных делах и полностью зависят от своих мужей.